# Роджерс, Грэм
Грэм Ро́джерс (англ. Graham Rogers, род. 17 декабря 1990) — американский актёр. 

## Биография
Роджерс родился в Уэст-Честере штат Пенсильвания в семье Джона и Сьюзен Роджерс. У него есть четверо братьев и сестер. В восемнадцатилетнем возрасте переехал в Лос-Анджелес.
Роджерс снялся в первом сезоне сериала NBC «Революция» в 2012-13 годах, а затем появился в фильме «Сумасшедший вид любви» с Вирджинией Мэдсен. Затем он сыграл роль Алана Джардина в фильме «Любовь и милосердие». В 2015 году Роджерс начал сниматься на регулярной основе в сериале ABC «Куантико». В 2017 году Роджерс сыграл роль Смитти в пятом сезоне криминального драматического сериала «Рэй Донован». 2 апреля 2018 года стало известно, что Роджерса повысили до постоянной роли в сериале в преддверии премьеры шестого сезона «Рэя Донована».
Роджерс состоял в отношениях с актрисой Люси Хейл, о чем рассказал в интервью Us Weekly. В июле 2013 года ходили слухи, что пара прекратила свои отношения через 3 месяца. В 2017—2018 годах встречался с актрисой Вирджинией Герднер, в 2018—2019 — с актрисой Бритт Робертсон.

## Фильмография
| Год  | Название на русском         | Название на английском    | Роль         | Примечания             |
| ---- | --------------------------- | ------------------------- | ------------ | ---------------------- |
| 2011 | 1313: Преследуемое братство | 1313: Haunted Frat        | Брэд         | Direct-to-video        |
| 2012 | Удар молнии                 | Struck by Lightning       | Скотт Томас  |                        |
| 2013 | Сумасшедший вид любви       | Crazy Kind of Love        | Генри Ирис   |                        |
| 2014 | Почти пробуждение           | Almost aWake              | Джохан       | Короткометражный фильм |
| 2014 | Любовь и милосердие         | Love & Mercy              | Алан Джардин |                        |
| 2015 | Осторожнее с желаниями      | Careful What You Wish For | Карсон       |                        |
| 2015 | Жизнь на этих скоростях     | Life at These Speeds      | Кевин        |                        |

| Год       | Название на русском | Название на английском | Роль          | Примечания                                            |
| --------- | ------------------- | ---------------------- | ------------- | ----------------------------------------------------- |
| 2011      | Мемфис Бит          | Memphis Beat           | Дэймон Иган   | Эпизод: «Flesh and Blood»                             |
| 2012-2013 | Революция           | Revolution             | Дэнни Мэтисон | Регулярная роль, 11 эпизодов                          |
| 2014      | Красная зона        | Red Zone               | Джейк Джордан | Пилот                                                 |
| 2015-2018 | Куантико            | Quantico               | Калеб Хаас    | Регулярная роль, сезон 1 Второстепенная роль, сезон 2 |
| 2017      | Нетипичный          | Atypical               | Эван Шапин    | Второстепенная роль                                   |